# Övre Beivur
Övre Beivur är en sjö i Arvidsjaurs kommun i Lappland och ingår i Byskeälvens huvudavrinningsområde. Sjön har en area på 0,393 kvadratkilometer och ligger 378,3 meter över havet. Övre Beivur ligger i Byskeälven Natura 2000-område.

## Delavrinningsområde
Övre Beivur ingår i det delavrinningsområde (730573-163177) som SMHI kallar för Ovan Störbäcken. Medelhöjden är 469 meter över havet och ytan är 51,42 kvadratkilometer. Det finns inga avrinningsområden uppströms utan avrinningsområdet är högsta punkten. Beivurbäcken som avvattnar avrinningsområdet har biflödesordning 2, vilket innebär att vattnet flödar genom totalt 2 vattendrag innan det når havet efter 177 kilometer. Avrinningsområdet består mestadels av skog (80 procent) och sankmarker (13 procent). Avrinningsområdet har 0,79 kvadratkilometer vattenytor vilket ger det en sjöprocent på 1,5 procent.